# Lazinov
Lazinov (en allemand : Lasinau) est une commune du district de Blansko, dans la région de Moravie-du-Sud, en République tchèque. Sa population s'élevait à 173 habitants en 2020.

## Géographie
Lazinov est baignée par le réservoir de Letovice et se trouve à 5 km à l'ouest-nord-ouest de Letovice, à 24 km au nord-nord-ouest de Blansko, à 42 km au nord de Brno et à 161 km à l'est-sud-est de Prague.
La commune est limitée par Stvolová au nord, par Letovice à l'est, par Vranová au sud, et par Křetín à l'ouest.

## Histoire
La première mention écrite de la localité date de 1420.